# Włamywaczka
Włamywaczka (ang. Burglar) – amerykańska komedia kryminalna z 1987 roku w reżyserii Hugh Wilsona. Film jest adaptacją powieści Lawrence'a Blocka „The Burglar in The Closet”, w której jednak − w przeciwieństwie do niniejszego projektu − główny bohater jest mężczyzną.

## Opis fabuły
Bernice „Bernie” Rhodenbarr, była włamywaczka, prowadzi antykwariat. Skorumpowany, starzejący się policjant wie o jednej, niewykrytej kradzieży w jej wykonaniu i szantażuje Bernie. Sprawy przyjmują jeszcze gorszy obrót, gdy kobieta przyjmuje zlecenie włamania od dentystki, która chce odzyskać biżuterię zabraną przez byłego męża. Podczas włamania jest świadkiem morderstwa i staje się główną podejrzaną.

## Obsada
- Whoopi Goldberg − Bernice „Bernie” Rhodenbarr
- Bobcat Goldthwait − Carl Hefler
- G.W. Bailey − Ray Kirschman
- Lesley Ann Warren − dr. Cynthia Sheldrake
- James Handy − Carson Verrill
- Anne De Salvo − detektyw Todras
- John Goodman − detektyw Nyswander
- Elizabeth Ruscio − Frankie
- Stephen Shellen − Christopher Marshall